# Bechtheim (Hünstetten)

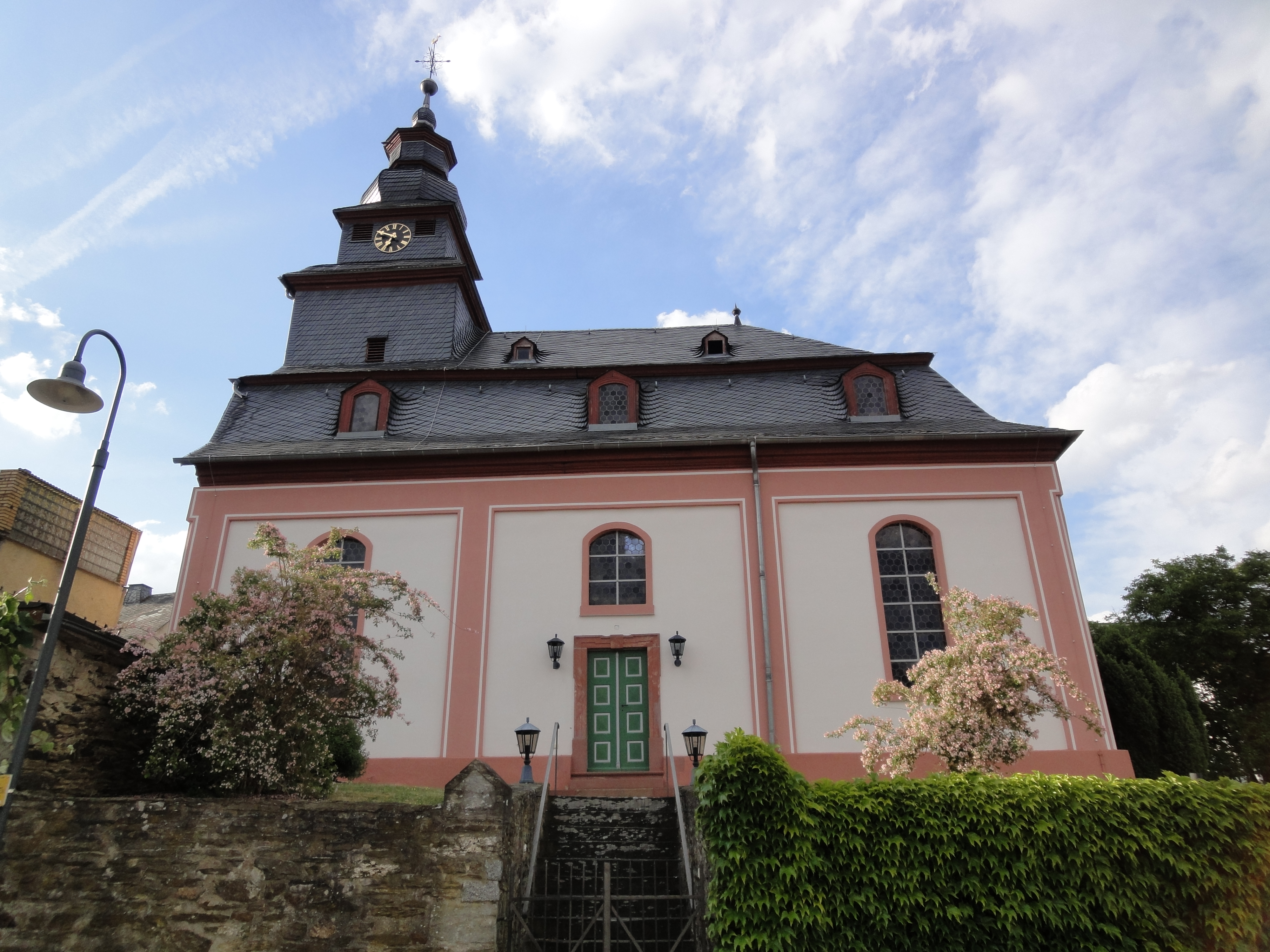
Evangelische Kirche

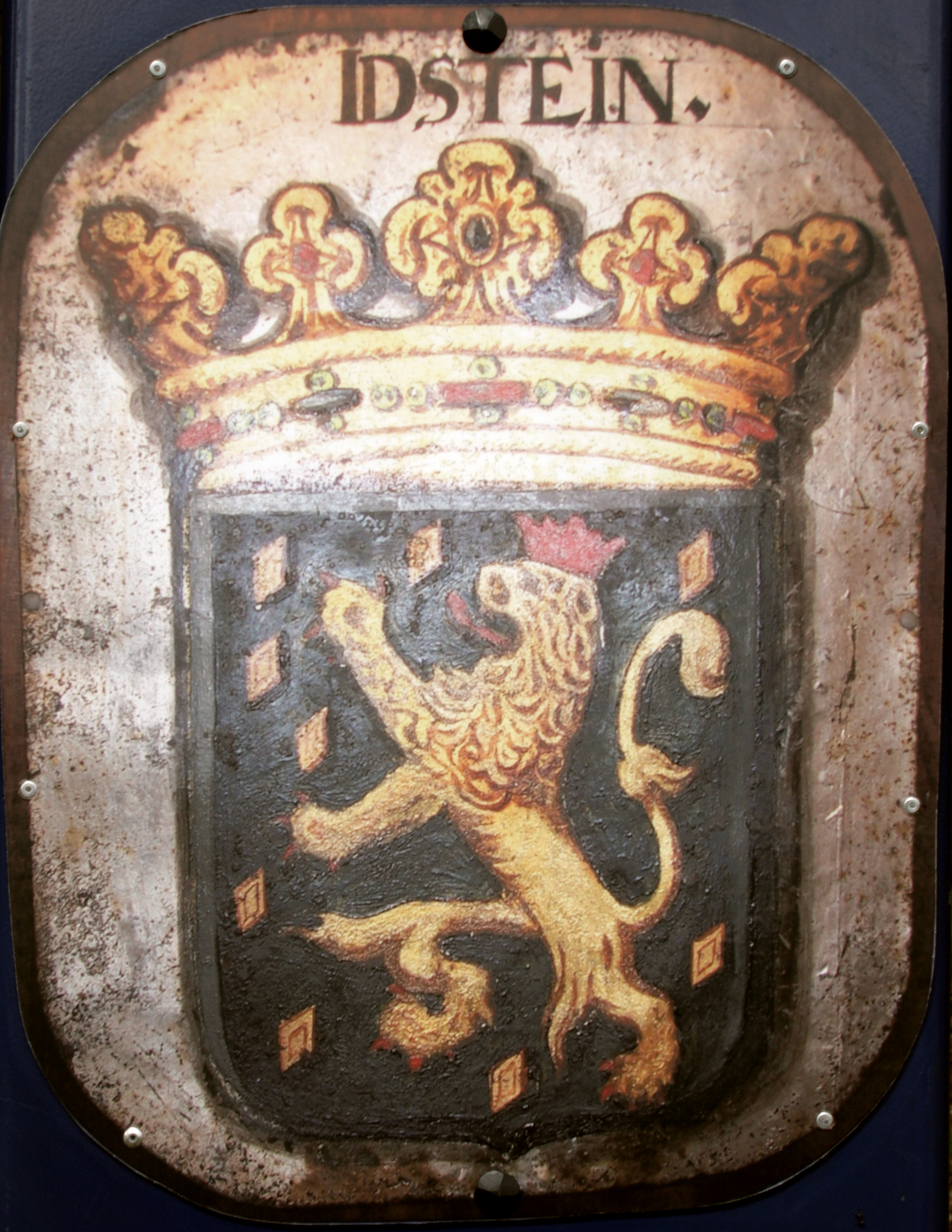
Reproduktion des Hoheitsschilds am Bechtheimer Schlag

Bechtheim ist ein Ortsteil der Gemeinde Hünstetten im südhessischen Rheingau-Taunus-Kreis.

## Geographische Lage
Bechtheim liegt im Taunus (westlicher Hintertaunus) nördlich des Taunushauptkamms zwischen Limburg und der Landeshauptstadt Wiesbaden. Nördlich des Ortes verläuft die Landesstraße 3031, in geringer Entfernung westlich die Bundesstraße 417.

## Geschichte
Erstmals urkundlich erwähnt wurde der Ort im Jahre 1306. Bechtheim ist auch Namensgeber des „Bechtheimer Gebücks“, einer ehemaligen Landwehr der Herrschaft Nassau-Idstein von fast 19 km Länge. 
Am 1. Januar 1977 wurde Bechtheim im Zuge der Gebietsreform in Hessen in die fünf Jahre zuvor entstandene neue Gemeinde Hünstetten kraft Landesgesetz eingegliedert. Für Bechtheim wurde, wie für die anderen Ortsteile, ein Ortsbezirk mit Ortsbeirat und Ortsvorsteher gebildet.

## Kulturdenkmäler
Siehe: Liste der Kulturdenkmäler in Bechtheim

## Wappen
Das Wappen zeigt in Silber einen grünen Rosenzweig mit drei roten Blüten.